# A Dnyeszter Menti Köztársaság hadereje

Dnyeszter-melléki moldáv katonai karjelzés

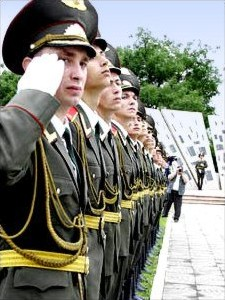
A hadsereg katonái

A Dnyeszter Menti Köztársaság Fegyveres Erői a Dnyeszter Menti Köztársaság hadereje, amelynek az alkotmánya 11. pontja értelmében az ország szuverenitása védelmezése a feladata. A haderőt az ország védelmi minisztere, Oleg Obrucskov irányítja. A hadsereg vezérkari főnöke 2016 szeptemberétől Szergej Geraszjutyenko, aki egyúttal a védelmi miniszter első helyettese is. A fegyveres erők napja szeptember 6.

## Története
A Dnyeszter Menti Köztársaság hadsereg 1991. szeptember 6-án alakult meg, amikor a Köztársaság Legfelsőbb Tanácsa elfogadta az ország függetlenségéről és annak megvédéséről szóló törvényt. A frissen létrejött, még csak formálódó struktúrával rendelkező  haderő már a következő évben fegyveres konfliktus résztvevője volt, miután 1992. március 1-jén a Dnyeszter Menti Köztársaság és Moldova között háború tört ki. A leghevesebb harcok Bender környékén folytak. A fegyveres konfliktusnak a Moszkvában 1992. július 1-jén aláírt  rendezési megállapodás vetett véget. A harcok 1992. július 31-én szűntek meg, ezt követően a Dnyeszter Menti Köztársaság csapatai visszatértek a békeidőben szokásos elhelyezési körleteibe.
A háborút követően a Dnyeszter Menti Moldáv Köztársaság hozzáfogott a haderő átalakításához. A Legfelsőbb Tanács 1992. szeptember 3-án fogadta el a haderő átalakítására vonatkozó koncepciót. Ennek első lépéseként 1992 végére kialakították az új struktúrájú védelmi minisztériumot és kart, véglegesítették a csapatok szervezeti felépítését. Az átalakítás eredményeként a Dnyeszter-menti haderő 1993 márciusától tervszerű kiképzést és felkészülést folytat.

## Vezetői
A Dnyeszter Menti Moldáv Köztársaság Fegyveres Erőinek főparancsnoka az elnök. A hadsereg politikai irányítását a védelmi miniszter végzi, a posztot 2016 decemberétől Oleg Obrucskov tölti be. A fegyveres erők operatív irányításának feladatait a vezérkari főnök látja el, aki egyben a védelmi miniszter első helyettese is. A vezérkari főnök 2016. szeptember 6-tól Szergej Geraszjutyenko.

### Korábbi védelmi miniszterek
- Sztyefan Kicak vezérőrnagy (1991. szeptember – 1992. szeptember)
- Sztanyiszlav Hazsejev vezérezredes (1992. szeptember – 2012. január)
- Alekszandr Lukjanyenko (2012. január – 2015. december)
- Oleg Gomenyuk (2015. december – 2016. augusztus)
- Ruszlan Pauleszko (2016. augusztus – 2016. december)
- Oleg Obrucskov (2016. december 26-tól)[3]

## Szervezete

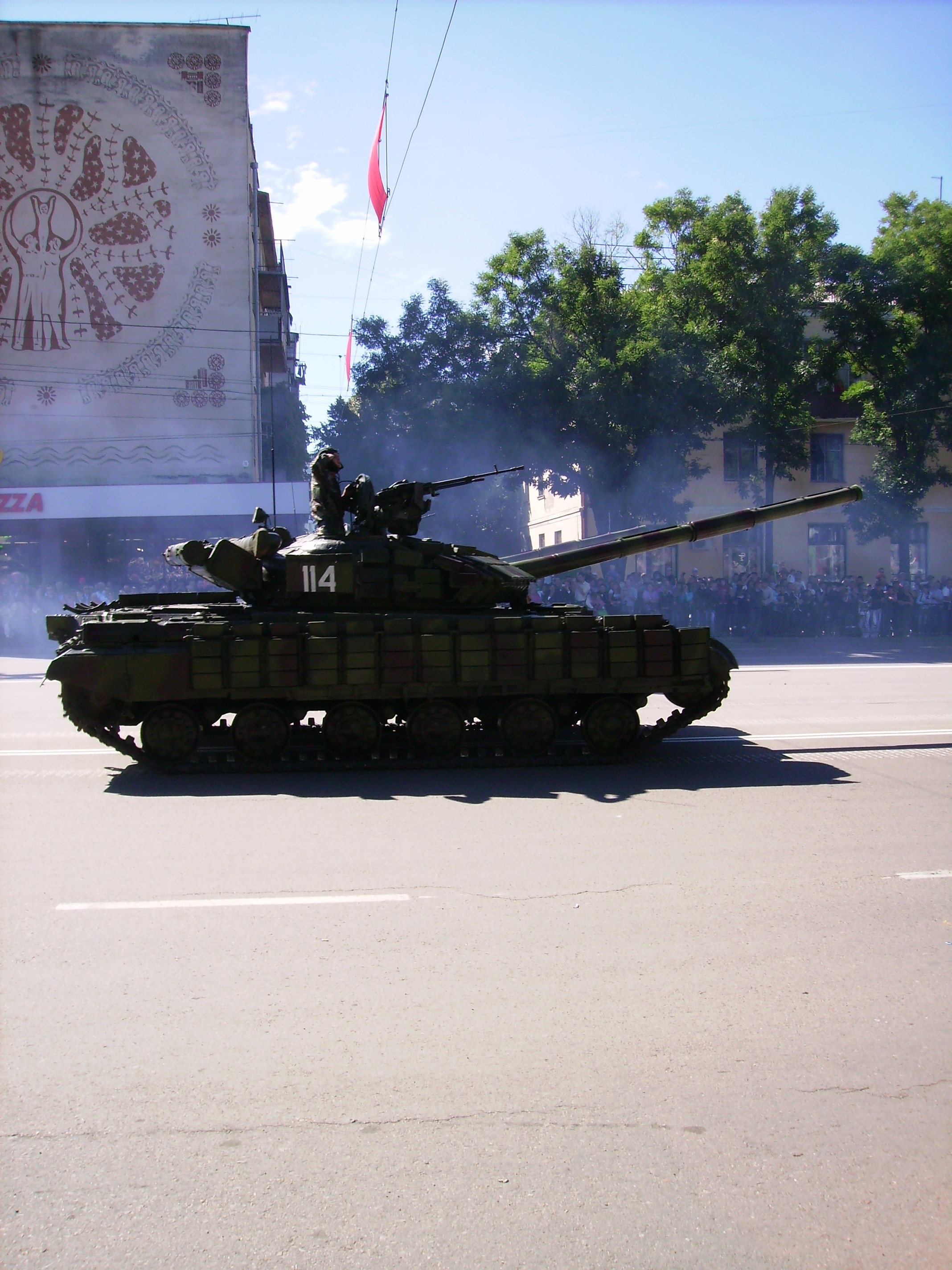
T–64BV harckocsi a 2014-es katonai díszszemlén

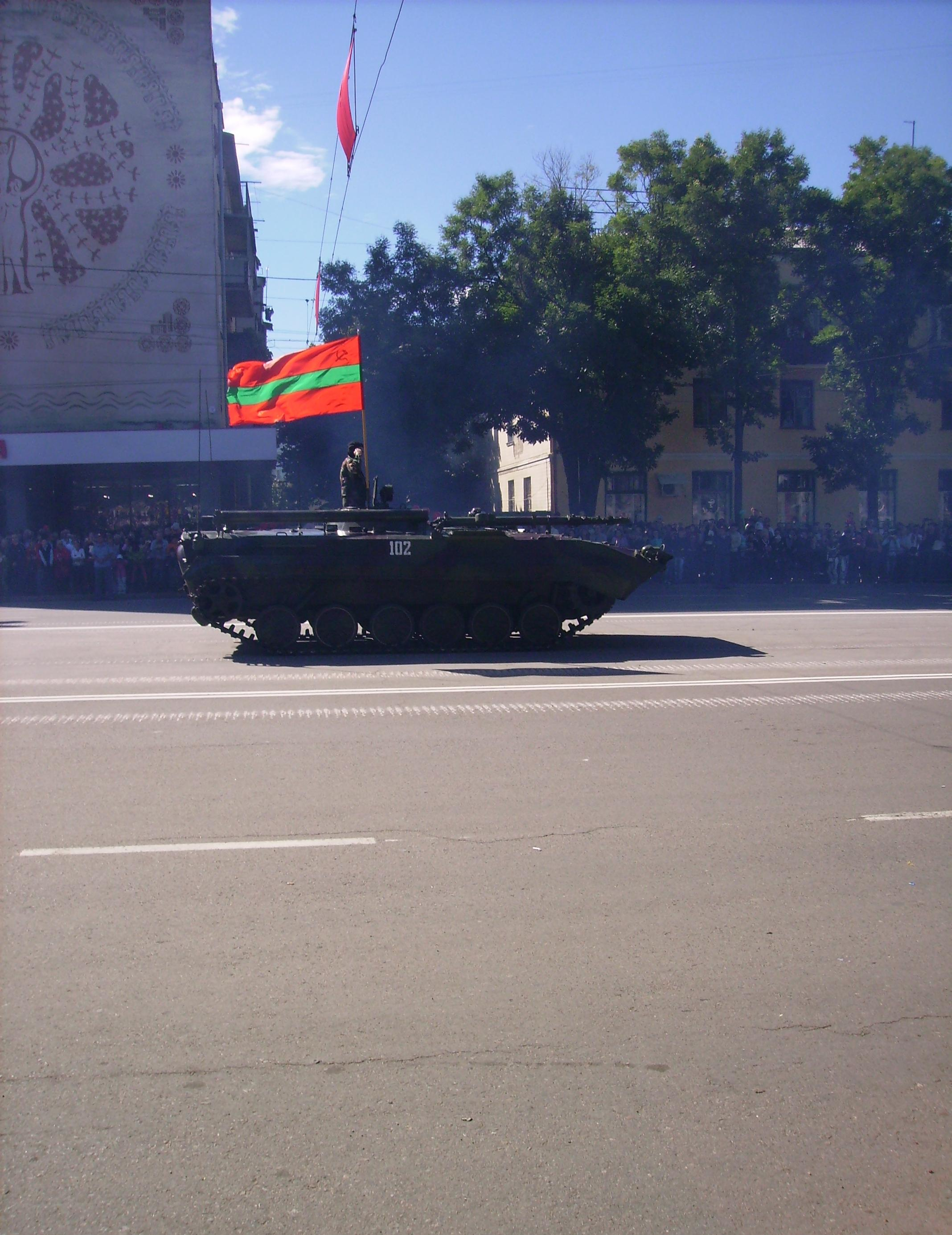
A Dnyeszter-menti Fegyveres Erők BMP–1-es gyalogsági harcjárműve

A Moldáv Fegyveres erőknél az általános hadkötelezettség alapján sorkatonai szolgálat van, de szerződéses katonák is szolgálnak a hadseregben. A sorkatonai szolgálat ideje 18 hónap. A hadsereg létszáma 5 ezer és 7500 fő között mozog. A mozgósítható tartalék 25 ezer fő. A Dnyeszter Menti Köztársaság haderejében megtalálható a szárazföldi és légierő haderőnemeken kívül a belügyi csapatok, és a határőrség is. A szárazföldi erők négy gépesített lövészdandárból állnak. Ezek Tiraspolban, Benderben, Rîbniţában és Dubăsariban állomásoznak. A hadsereg szervezetébe emellett további speciális egységek is tartoznak. Két speciális egység a haderőből az Állambiztonsági Minisztériumhoz tartozik („Dnyeszter” és a „Delta” zászlóalj).
A tiszti állomány képzése az Dnyeszter-menti Köztársaság Védelmi Minisztériumának Alekszandr Lebegy nevét viselő Katonai Főiskoláján történik. A 2008-ban létrehozott főiskola a Dnyeszter-menti Állami Egyetem szervezeti keretei között működik. Ugyancsak 2008-ban hozták létre a Dzerzsinszkij nevét viselő középfokú kadét iskolát Tiraspolban.

## Fegyverzete

### Szárazföldi erők
- 18 db T–64BV harckocsi
- 43 db BTR–70 páncélozott szállító harcjármű
- kb. 30 db BMP–1 gyalogsági harcjármű
- kb. 30 db tüzérségi löveg (D–44 és MT–12) és MT–LB lánctalpas vontatók
- kb. 40 db BM–21 rakéta-sorozatvető (helyi gyártmányú)
- kézi lőfegyverek: AK–74, AKM, PKM, PM, SZVD
- páncéltörő rakéták: RPG–7, RPG–18, RPG–22, RPG–26, RPG–27

### Légierő és légvédelem
A légierő gépparkját 15 db repülőeszköz alkotja. A légierőben 5 db felfegyverzett Mi–8-as és 4 db Mi–2-es közepes szállító helikopter, egy An–26-os közepes szállító repülőgép, valamint 3 db An–2-es és kettő Jak–18T könnyű utasszállító repülőgép található. A gépek a tiraszpoli katonai repülőtéren állomásoznak.